# يونايت (عملة إنجليزية)
عملة اليونايت أول/ثاني عملة ذهبية اسكتلندية/إنجليزية أُنتجت لأول مرة في عهد الملك جيمس الأول. وقد سُميت بهذا الاسم نسبةً إلى النقوش المكتوبة عليها والتي تشير إلى نية الملك توحيد مملكتيه إنجلترا واسكتلندا. وكانت قيمة اليونايت تبلغ عشرين شلن حتى عام 1612 عندما أدى ارتفاع قيمة الذهب في جميع أنحاء أوروبا إلى رفع قيمتها إلى اثنين وعشرين شلن. أنتجت هذه العملة المعدنية خلال فترة سك العملة الثانية في عهد جيمس الأول (1604-1619) واستبدلت في فترة سك العملة الثالثة بعملة الغار بقيمة عشرين شلن. أنتجت جميع العملات المعدنية في دار سك العملة في لندن.
استخدمت العديد من تماثيل الملك لهذه الفئة والذي يظهر وهو ينظر إلى يمين العملة ويحمل الكرة والصولجان؛ ويختلف أسلوب لحية الملك أثناء الإصدار. يقول النقش الموجودة على الوجه:IACOBUS DG MA BRI FRA ET HI REX (Iacobus Dei Gratia Magnae Britanniae Franciae et Hiberniae Rex) – جيمس بفضل الله ملك بريطانيا العظمى وفرنسا وأيرلندا. كما يظهر على الوجه الآخر درع متوج يظهر شعارات الدول الأربع التي تفصل بين الحروف IR – Iacobus Rex King James والنقش FACIAM EOS IN GENTEM UNAM ("سأجعلهم أمة واحدة" من حزقيال 37: 22).
أنتجت العديد من إصدارات العملات الذهبية الموحدة بقيمة عشرين شلن في دار سك العملة البرجية طوال عهد الملك تشارلز الأول (1625 – 1649) وسواء عندما كانت الدار تحت سيطرة الملك أو تحت سيطرة البرلمان. وهي تصور تمثال نصفي للملك متوجًا على الوجه متجهًا إلى اليسار مع ظهور القيمة "XX" خلف رأس الملك والنقش CAROLUS DG MAG BR FR ET HI REX – تشارلز بنعمة الله ملك بريطانيا العظمى وفرنسا وأيرلندا. ويظهر على الوجه الآخر تاج فوق درع يحمل شعارات الملكية والنقش FLORENT CONCORDIA REGNA – نتيجة للوفاق تزدهر الممالك. فخلال الحرب الأهلية أنتجت دور سك العملة الإقليمية عملات نادرة للغاية من فئة الوحدتين لدفع رواتب القوات في تشيستر وأكسفورد وبريستول وإكستر وورسيستر وشروزبري – إن بعض هذه العملات هي عملات فريدة اليوم.

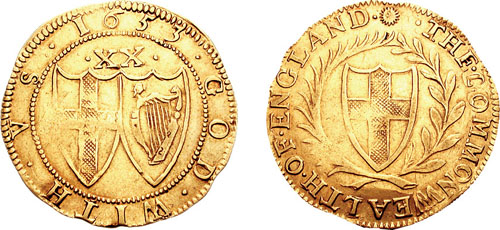
صدرت الوحدة خلال فترة الكومنولث.

أصدرت العملات الذهبية الموحدة خلال فترة الكومنولث وهذه المرة تحمل نقشاً باللغة الإنجليزية حصريًا: كومنولث إنجلترا على الوجه الأمامي والله معنا على الوجه الخلفي. وكان هذا بسبب ارتباط اللاتينية بالكاثوليكية.
وقد صدرت هذه العملات أيضاً خلال فترة إصدار العملات المعدنية المطروقة في عهد الملك تشارلز الثاني (أي 1660-1662)، والتي تُظهر تمثالًا نصفيًا للملك متجه إلى اليسار ومرتدي لإكليل الغار والنقش CAROLUS II DG MAG BRIT FRAN ET HIB REX – حيث كان هناك إصداران ويشير الإصدار الثاني إلى القيمة "XX" خلف رأس الملك. كما يظهر الوجه الخلفي تاج فوق الدرع مع الأسلحة الملكية التي تقسم الحروف "CR" والنقش FLORENT CONCORDIA REGNA. استبدلت العملة الذهبية الموحدة بالجنيه الذهبي المنقوش آلياً في عام 1663 ولم تظهر عملة العشرين شلن مرة أخرى حتى صدور العملة السوفرنية عام 1817.